# 印第安纳圆周率法案
印第安纳圆周率法案（Indiana Pi Bill）是1897年当时的印第安纳州议会第246号法案的一个常用名称，这一法案因试图以法律命令强制规定数学真理而臭名昭著。尽管名为圆周率法案，但实际上该法案的主要内容是化圆为方的一种解法，而非确定数学常数圆周率（π）的值。但是该法案的确间接提到了圆周率的错误值，例如3.2。
在该法案在立法机构投票表决当天，恰逢普渡大学教授C·A·沃尔多在场，由于他的干预，该法案并未成为正式法律。
在1882年，费迪南德·冯·林德曼已证明化圆为方问题仅以尺规作图不能完成。而对于圆周率，在古时即有比该法案更为精确的估计值。

## 立法过程
在1894年，印第安纳州医师、业余数学家爱德华·J·古德温（Edward J. Goodwin，1825年-1902年）坚信自己发现了化圆为方的正确解法。他向州参议员泰勒·I·瑞克德（Taylor I. Record）提出一项议案，后由瑞克德以《一项旨在通过法律形式确立一个新的数学真理，并且在1897年议会官方通过并接受的前提下，将该真理作为对于教育的贡献授权给印第安纳州免费使用，不收取任何形式专利使用费的议案》（ "A Bill for an act introducing a new mathematical truth and offered as a contribution to education to be used only by the State of Indiana free of cost by paying any royalties whatever on the same, provided it is accepted and adopted by the official action of the Legislature of 1897"）这样一个长标题提交给众议院。
该法案的文本中包含一系列数学结论，之后是古德温之前一系列成就的详述：
……他在三等分角、倍立方以及化圆为方上的解法已经作为对于科学的贡献被《美国数学月刊》刊载……需要注意的是提到的这些难题已经被科学界认为是不可解的谜题、超越人类认知能力而很早就放弃。
古德温的所谓“解法”的确刊载在了《美国数学月刊》上，但是带有“应作者要求刊载”的免责声明。
自该法案提交到印第安纳州众议院后，该法案的行文和主题在议员中产生了误解：来自印第安纳州布卢明顿的一位议员提议将法案送交金融委员会审议，但是议长接受了另一位议员的建议，将其送交沼泽委员会审议，以便该法案可以“找到一个恰如其分的坟墓”。:385该法案被转交给教育委员会，获得较好反响；在擱置議事規則的动议之后，该法案于2月6日通过，:390无一票反对。有关该法案的新闻引起了印第安纳波利斯当地一家德语报纸《每日电讯报》（Der Tägliche Telegraph）的注意，他们对该事件的态度明显比英文竞争对手相比更加负面。:385就在讨论结束之际，普渡大学教授C·A·沃尔多为获得印第安纳州科学院的年度拨款来到印第安纳波利斯。一位议员将该法案拿给他看，并提出可以向其引荐撰写它的天才。沃尔多婉拒，表示自己已经见过很多疯子，无意见更多。 
在送交印第安纳州参议院时，由于沃尔多已经提前向参议院普及数学知识，该法案并没有如众议院一般的待遇。负责审议该法案的委员会对其评价负面，参议院在2月12日将其搁置；:386法案一度即将通过，但是在一名参议员提出议会没有权力定义数学真理后，主流观点开始转变。:391同时《芝加哥论坛报》等主流报纸也开始嘲笑这一事件，听到报告后的参议院观点也受到影响。:390
根据《印第安纳波利斯新闻报》2月13日的报道：
  ……这一法案被拿出来被众人嘲笑。参议员们用它打一些糟糕的俏皮话，讥讽它，嘲笑它。这欢乐的场景足足持续了半个小时。参议员哈贝尔表示众议院每天花费250美元，不应该把钱浪费在这种无稽之谈上。他说在读到芝加哥和东部一些主流报纸的报道后，他发现印第安纳州立法机构因为接受审议该法案的行为已经遭到广泛的嘲笑。他认为审议这一议案有辱参议院之名。他提议无限期推迟审议该法案，该动议获得通过。

## 数学问题

### π的估计值

在该法案第2节中古德温的标准圆。其直径为10，周长被定为“32”（而非31.4159~）；90度弦长被定为“7”（而非7.0710~）。

尽管该法案通常被称为“圆周率法案”，但是该法案的文本中却并没有提及到圆周率，古德温认为圆周长与直径的比率同他的主要目的化圆为方相比是次要的。在第2章中这样写道：
此外，90度角的弦长与弧长之比为7比8，正方形对角线和一边之比为10比7，可以推出第四个重要的结论，即直径与周长之比为5/4比4。
这近乎于直接宣布{\displaystyle \pi ={\frac {4}{1.25}}=3.2}，{\displaystyle {\sqrt {2}}={\frac {10}{7}}\approx 1.429}。
这一引言常被认为是三个相互矛盾的论断，但是如果对于√2的论断是针对圆内接正方形（以圆的直径作为对角线）而非以半径为边的正方形（90度弦为对角线），那么它们三者就一致了。它们共同描述了如图所示的圆，圆的直径为10，周长为32；90度弦长被认为是7。7和32这两个值都在真实数值几个百分比的误差以内（这并不能成为古德温将其当作准确值的理由）。周长应该更加接近31.4159，而对角线7应该是50的平方根，约等于7.071。

### 圆的面积
古德溫的主要目的不是为了测量圆内的各长度，而是为了化圓為方，他用字面意思将其理解为「找一個跟圓有同一面積的正方形」。他知道阿基米德求圆面积的公式，用直径乘以周长的四分之一，并不被认为是古老的化圆为方问题的一种解法。因为该问题要求只能使用尺规作图来“构建”圆的面积，而阿基米德并没有给出如何画出同圆的周长一样长的直线的作图方法。古德温很显然并不了解这一中心要求；他认为阿基米德公式的问题在于它的出了错误的数值结果，而要破解这一古老的问题，就需要将其替换为“正确的”公式。在他的议案中，他未加证明地提出了自己的方法：
圆的面积為等長於该圓周四分之一之線的平方，當一个正四边形的面积为其边长的平方。
按照其化圓為方的目的與定义，一个“正四边形”即为正方形。简而言之，该论断认为圆的面积和一个等周长的正方形面积相等。这一论断导致了其他的数学矛盾，古德温试图进行解释。例如，在上面这一句话之后，法案继续声称：
现行规则中用于计算圆的面积时使用的直线单位——直径是完全错误的，因为它所代表的圆的面积是周长相等的正方形面积的一又五分之一倍。
根据上述的圆模型，阿基米德公式计算出的面积（假设古德温的直径和周长值是正确的）为80，而按照古德温的建议，其面积应该为64。而因为80比64多了80的五分之一，而古德温很显然是混淆了64 = 80×(1−1⁄5)，误写成80 = 64×(1+1⁄5)。
根据古德温的规则计算出的的圆的面积为π⁄4乘以该圆的真实面积。在诸多有关圆周率法案的描述中，这被认为是宣称π = 4。但是，该法案的文字并无法证明古德温做过这样的论断，相反，它反复否认圆的面积和直径有任何关系。
相对面积误差1−π⁄4约等于21%，这比起上一节中长度的估算值问题要严重得多。尚不清楚为何古德温认为自己的规则是正确的。一般而言，边长相等的图形面积并不相等（等周定理）。